# Kresaný roh
Kresaný roh, dříve Východná Rovienková veža ( polsky Krzesany Róg německy Östliches Rovinkihorn maďarsky Keleti Rovinkiszarv je samostatná skalní věž v hlavním hřebeni Vysokých Tater, nejvýchodnější a nejvyšší ze tří výrazných elevací mezi Svišťovým a Malým Javorovým štítem nad Velkou Studenou dolinou a Rovienkami. 

## Název
Než na štít vystoupili polští horolezci upoutal pozornost Karola Englische, který ve štítu viděl podobnost s alpským Schreckhornem. Proto ho nazval tatranským Schreckhornom: Tatra - Schreckhorn, Tatra - Rémszarv. Kolem první světové války byly Rovienková věž a Kresaný roh společně označované jako Rovienkové věže (Rovinkitüre, Rovinkitornyok) nebo Rovienkové rohy (Rovinkihörner, Rovinkiszarvak). V případě potřeby je rozlišovaly polohopisná adjektiva a pokud Kresaný roh nedostal samostatné jméno, byl prostě Východní Rovienkovou veží. 

## Turistika
Na vrchol je možné vystoupit jen s horským vůdcem.

## Prvovýstupy
- v létě Zygmunt Klemensiewicz a Jerzy Maślanka 30. srpna 1906
- v zimě Valter Delmar a Gyula Komarnicki 18. března 1916 [2]